# 2022年阿克萨清真寺冲突
2022年4月15日早上4點左右，数十名巴勒斯坦人举着巴勒斯坦国旗和哈马斯旗帜在西墙附近游行，並且向警察投掷石块，造成三名以色列警察受伤。以色列警察隨後朝人群發射催淚彈和闪光弹 。一些巴勒斯坦人盤踞在阿克萨清真寺與以色列警方對峙。以色列警察随后在上午9点30分左右进入阿克萨清真寺，逮捕了一些巴勒斯坦人。以色列警方暂时封锁了大马士革门，并在清真寺的其他入口暫時禁止年轻男子进入清真寺。 六个小时后，警察從阿克萨清真寺撤離，阿克萨清真寺恢復正常的宗教活動。 
巴勒斯坦红新月会表示，有158名巴勒斯坦人受伤，其中包括4名妇女、27名儿童和一名记者。他們主要被橡皮子弹、眩晕手榴弹和警棍擊傷。 大约470人被以色列军队拘留。他们中的大多数在当天晚些时候被释放。 

## 背景
事件發生前的过去几周，以色列和巴勒斯坦之間的紧张局势一直在加剧。  2022年3月和2022年4月，14名以色列平民在巴勒斯坦人發動的一系列袭击中丧生，隨後以色列國防軍在約旦河西岸地區做出報復性舉動，造成16名巴勒斯坦人（包括平民和武装分子）死亡。
事发前不久，一个名为“重返山上”的犹太极端主义宗教团体宣布，他們打算在犹太人逾越节期间在圣殿山上进行逾越節献祭。 4月14日，六名成员因计划在圣殿山上献祭一只山羊而被捕。 而社交媒体上一直流传着犹太极端分子计划在周末进入阿克萨清真寺的谣言。 
在2021年的穆斯林齋戒月期間，耶路撒冷的夜间示威和阿克萨清真寺發生的冲突演变成以色列和巴勒斯坦之间长达11天的衝突。

## 後續
烏姆阿法姆的数百名阿拉伯裔以色列人發起了反对以色列警方行動的示威活动，並且示威活動升级为骚乱。 衝突發生的同一天，一名巴勒斯坦少女為了報復發生在阿克薩清真寺的衝突而在海法刺伤了一名男子。 此外埃及当局要求巴勒斯坦组织哈马斯不要朝以色列发射火箭彈。
4月17日，巴勒斯坦人向駛往西墙的三辆公共汽车投掷石块，造成七名乘客受伤。 一些戴着祈祷披肩的犹太信徒也在耶路撒冷旧城遭到袭击。 以色列警方表示有巴勒斯坦人群试图阻止非穆斯林进入圣殿山，隨後以色列警方进入圣殿山逮捕了9人， 巴勒斯坦医务人员表示有17人受伤。 聯合阿拉伯名單表示出於對以色列警方行為的不滿宣布将暂时退出以色列第36届政府。
约旦国王阿卜杜拉二世在与联合国秘书长安东尼奥·古特雷斯交流時表示，以色列的“挑衅行为”违反了耶路撒冷這一穆斯林聖地的“法律和历史现状”。 
4月22日，巴勒斯坦人和以色列军队之间再度爆發冲突。 据以色列警方表示，巴勒斯坦人在當天清晨向警察投掷石块，並且再度盤踞於阿克薩清真寺内。 身穿防暴装备的以色列警察隨後冲进了清真寺，並且 以色列警方使用无人机向巴勒斯坦人发射催泪瓦斯。 
4月29日，以色列警察再次冲进清真寺，造成至少42名巴勒斯坦人受伤。 